# Fingerpick

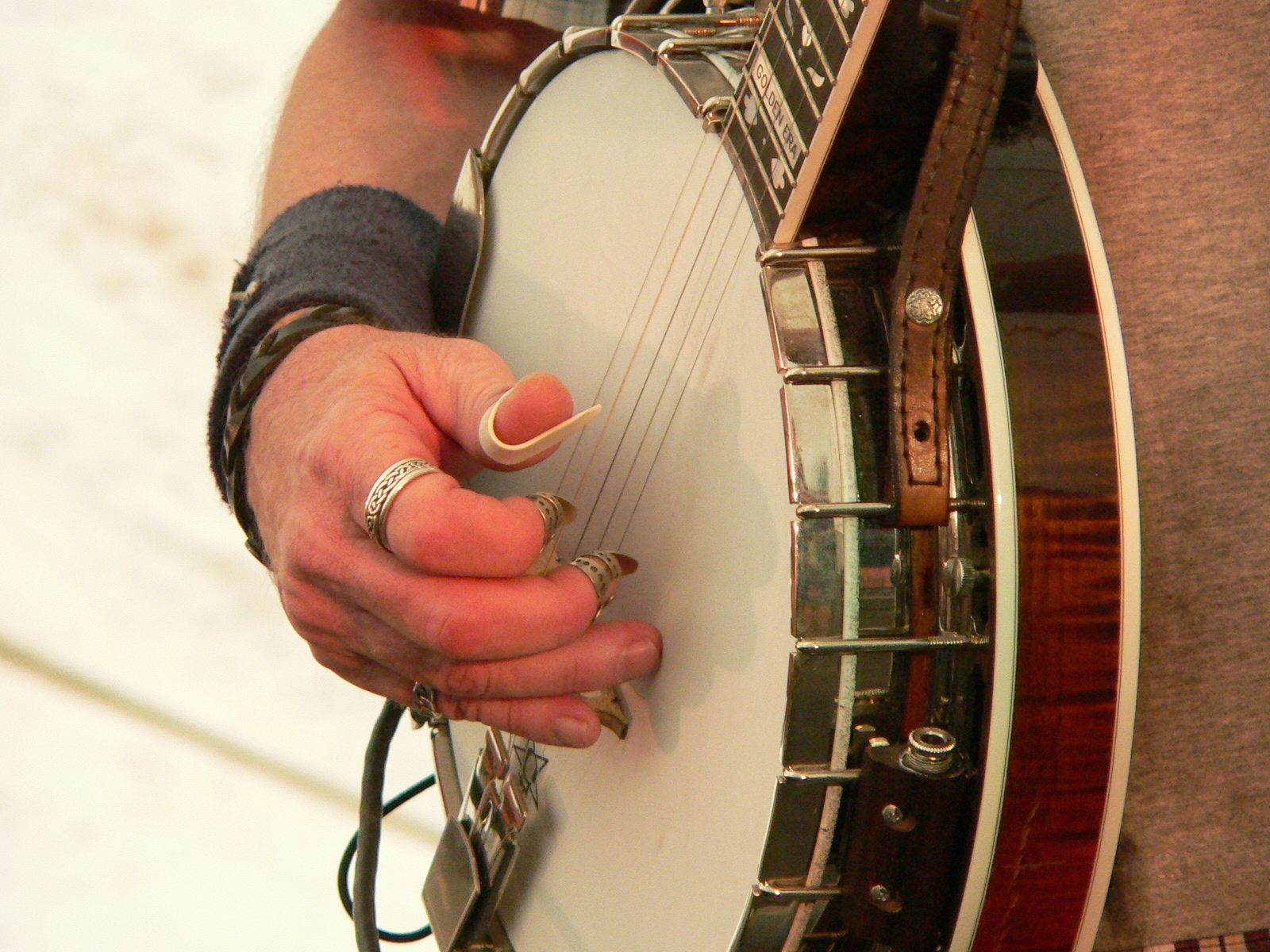
Fingerpicks eines Banjo-Spielers.

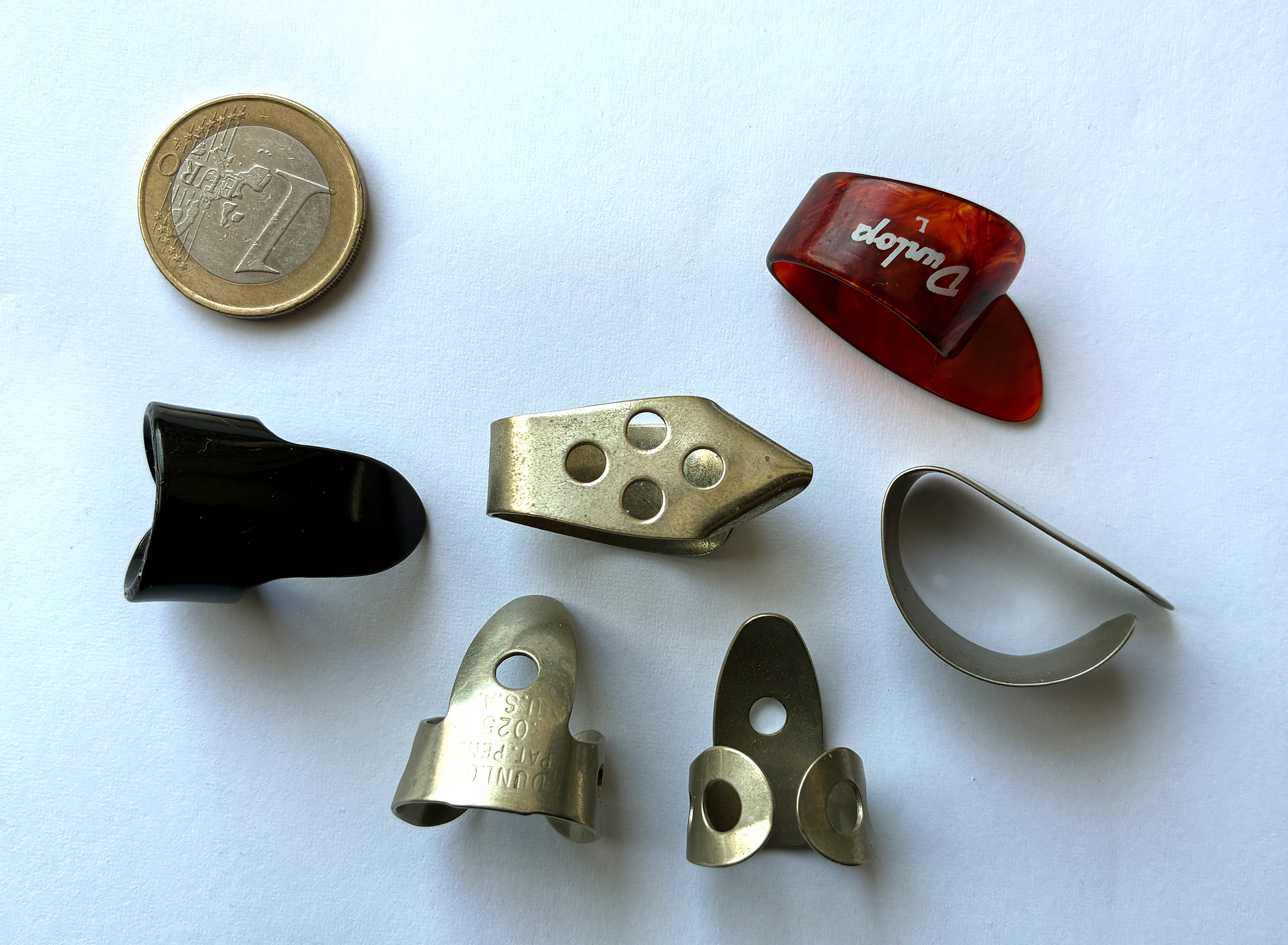
Finger- und Daumenpicks aus Metall und Kunststoff

Ein Fingerpick ist eine spezielle Art des Plektrums und wird häufig beim Spielen von Bluegrass-Banjomusik, für Resonatorgitarren und für die Pedal-Steel-Gitarre benutzt. Fingerpicks werden meist aus Metall oder Kunststoff hergestellt.
Anders als das Plektrum, das zwischen einem Finger und dem Daumen festgehalten wird, wird ein Fingerpick der häufigsten Bauart so auf die Fingerkuppe aufgesteckt, dass sich dessen Anschlagszunge auf der gegenüberliegenden Seite des Fingernagels befindet. Eine seltenere Variante wird über dem Fingernagel aufgesteckt, dessen Spitze durch einen Spalt hindurchgeführt wird und es somit fixiert. Es dient dann gleichsam als Verlängerung oder Verstärkung des natürlichen Fingernagels. Ein weiterer Unterschied ist, dass nicht nur ein Fingerpick benutzt wird. Meistens werden drei Fingerpicks in beschriebener Weise auf Ringfinger, Mittelfinger und Zeigefinger gesteckt. Ein speziell geformtes Daumenpick wird gleichzeitig für den Daumen verwendet. So können mehrere Saiten gleichzeitig angespielt werden, und das Spiel in Fingerstyle-Technik ist möglich. 
Manche Spieler verzichten auf die Benutzung eines Picks für den Ringfinger und stützen diesen (und oft auch den kleinen Finger) stattdessen auf der Decke der Gitarre oder dem Fell des Banjos ab. Das erlaubt eine größere Treffsicherheit beim Picking.
Mit dem Daumenpick (der meist einzeln ohne Fingerpicks verwendet wird) kann ein Spieler gleichzeitig die Basssaiten mit dem Handballen dämpfen (Palm Muting) und die Diskantsaiten frei spielen. Der bekannteste aktuelle Vertreter dieser von Merle Travis entwickelten Spielweise ist der australische Gitarrist Tommy Emmanuel.
Fingerpicks werden in verschiedenen Stärken hergestellt, um den unterschiedlichen Spielarten gerecht zu werden. Dünne Fingerpicks erzeugen einen leiseren, grazileren Ton, während dickere Fingerpicks kräftiger klingen. 
Bei der gleichzeitigen Anwendung verschiedener Techniken, wie bspw. Flatpicking und Fingerstyle, kann ein Daumenpick das klassische Plektrum ersetzen und so diese wechselweise Spieltechnik möglich machen.